# Medien Kultur Haus

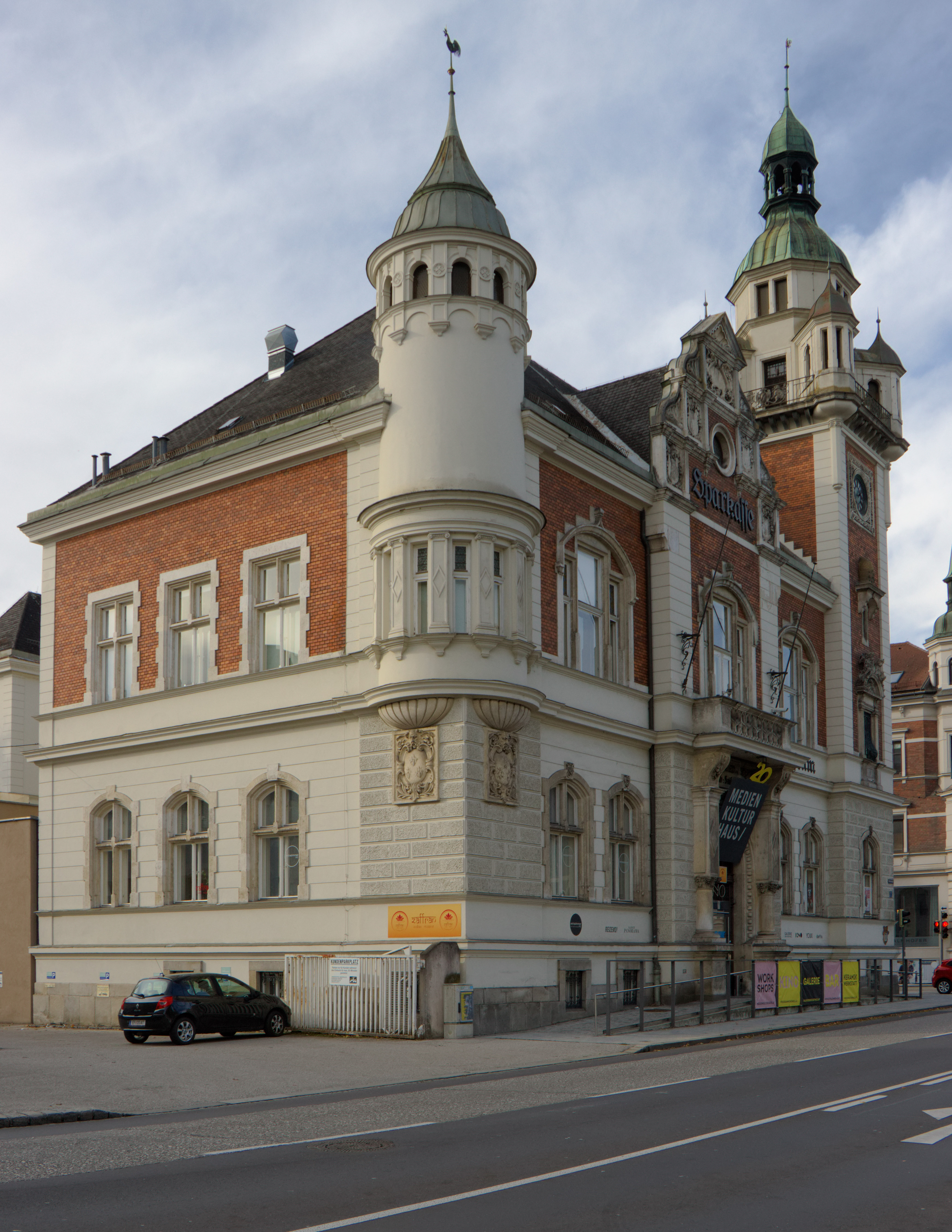
Medien-Kultur-Haus von Südosten

Das Medien Kultur Haus (MKH) ist ein Kulturzentrum in der Stadt Wels in Oberösterreich.

## Geschichte
Das Gebäude wurde in den Jahren 1901–1904 nach den Plänen der Wiener Architekten Helmer und Fellner erbaut und war ursprünglich ein Sparkassengebäude. Die Fassade ist kunstvoll gestaltet und mit Metallschildern und Bienenkörben aus Kupferblech verziert; sie wurde von Heinrich Wolf entworfen. Das Gebäude steht unter Denkmalschutz (Listeneintrag). Im Treppenhaus befindet sich die Stuck- und Freskodecke des Schloss Eisenfeld, welches 1968 abgerissen wurde. Die Sparkasse übersiedelte 1955 in die Welser Ringstraße, das ebenfalls von Anfang an im Haus untergebrachte Stadtmuseum zog 2002 in die Welser Burg. Von 2011 bis 2012 wurde das Gebäude grundlegend saniert. Im Zuge dessen wurden nicht nur zwei Kinosäle eingebaut, sondern das MKH auch barrierefrei zugänglich gemacht. Bis Sommer 2024 befanden sich auch die Galerie der Stadt Wels sowie das Welser Kaiserpanorama im MKH. Heute sind im Medien Kultur Haus der gleichnamige Verein, das Programmkino Wels sowie der Verein Media Space, der das Jugendmedienfestival YOUKI veranstaltet, untergebracht.

## Medien Kultur Haus (Verein)
Das Medien Kultur Haus (kurz: MKH) entstand 2003 durch einen Zusammenschluss der Galerie der Stadt Wels, Buch.Zeit und dem Verein Media Space.
2010 wurde das Medien Kultur Haus beim Kulturpreis des Landes Oberösterreich mit dem Großen Landespreis für Initiative Kulturarbeit ausgezeichnet. 2023 folgte eine Auszeichnung mit dem Kleinen Landespreis für Initiative Kulturarbeit.
2023 übernahm Boris Schuld die Leitung des MKH von Günter Mayer, der das MKH mitgegründet hatte und bis 2023 neben dem MKH ebenfalls die Galerie der Stadt Wels geleitet hatte.

## Schwerpunkte

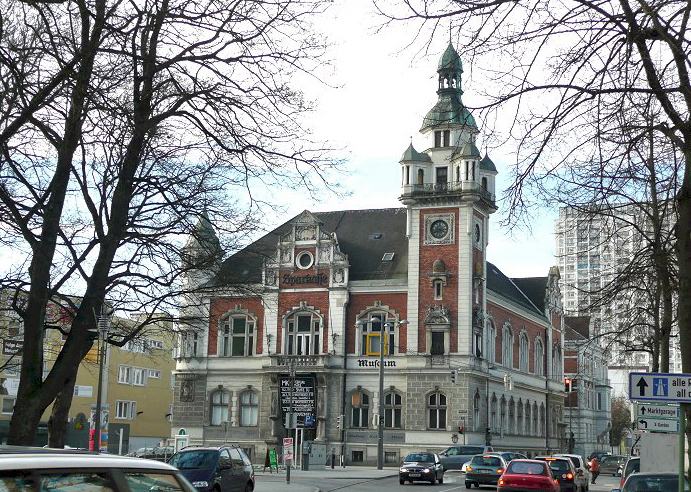
Medien-Kultur-Haus von Nordosten

Der inhaltliche Schwerpunkt ist die Medienvermittlung und Medienproduktion mit Jugendlichen.
Im Medien Kultur Haus Wels arbeiten verschiedene Kulturinitiativen:
- Medien Kultur Haus – Verein zur Förderung der Jugendkultur
- Galerie der Stadt Wels – Kunstraum mit internationalem Renommee
- Media Space – Zentrum zur Förderung junger Medienkultur und Veranstalter des Internationalen Jugend Medien Festivals YOUKI
- Buch.Zeit – Zentrum für Kinder- und Jugendliteratur und Veranstalter der Lesetopia
- Reizend! – Verein zur Vermittlung von soziokulturellen Medienprojekten

Seit 2012 ist auch das Programmkino Wels im Medien Kultur Haus beheimatet.

## Aktivitäten
Folgende Aktivitäten finden im Medien Kultur Haus statt:
- Ausstellungen der Galerie der Stadt Wels
- Sommerakademie/Workshops
- OPEN MKH! im Oktober: Präsentation der Sommerworkshops
- YOUKI – Internationales Jugend Medien Festival[9]
- Vermittlungsprogramme für Kinder, Jugendliche und Senioren
- Live-Fernsehsendung in Kooperation mit dorf.tv
- Lesetopia: Festival für Kinder- und Jugendliteratur[10]
- Produktion der Fernsehshow „Das Ende der Kochshows“[11]
- Gastspiele u. a. von Figurentheaterfestival Wels und Music Unlimited Festival[12]

## Auszeichnungen
- 2010: Kulturpreis des Landes Oberösterreich (Großen Landespreis für Initiative Kulturarbeit)[13]
- 2023: Kulturpreis des Landes Oberösterreich (Kleiner Landespreis für Initiative Kulturarbeit)[6]